# Voldemar Rõks
Voldemar Rõks (Särevere, 15 luglio 1900 – Solikamsk, 27 dicembre 1941) è stato un calciatore estone, di ruolo centrocampista.

## Carriera

### Club
Ha sempre giocato nel campionato estone.

### Nazionale
Con la Nazionale ha partecipato alle Olimpiadi nel 1924.